# Выручка Гуса
Выручка Гуса — снятие испанцами осады города Гус (Нидерланды), проводимой голландскими повстанцами и их английскими союзниками в рамках Восьмидесятилетней войны.
В августе 1572 года город Гус был осажден голландскими и английскими войсками, что представляло угрозу для безопасности соседнего города Мидделбурга, также находившегося в осаде. Учитывая невозможность спасения города по морю, 3000 испанских солдат под командованием Кристобаля де Мондрагона перешли вброд реку Шельда, пройдя около 15 миль по грудь в воде. Неожиданный подход испанцев вынудил англо-голландские войска снять осаду и позволил испанцам сохранить контроль над Мидделбургом.

## Предыстория

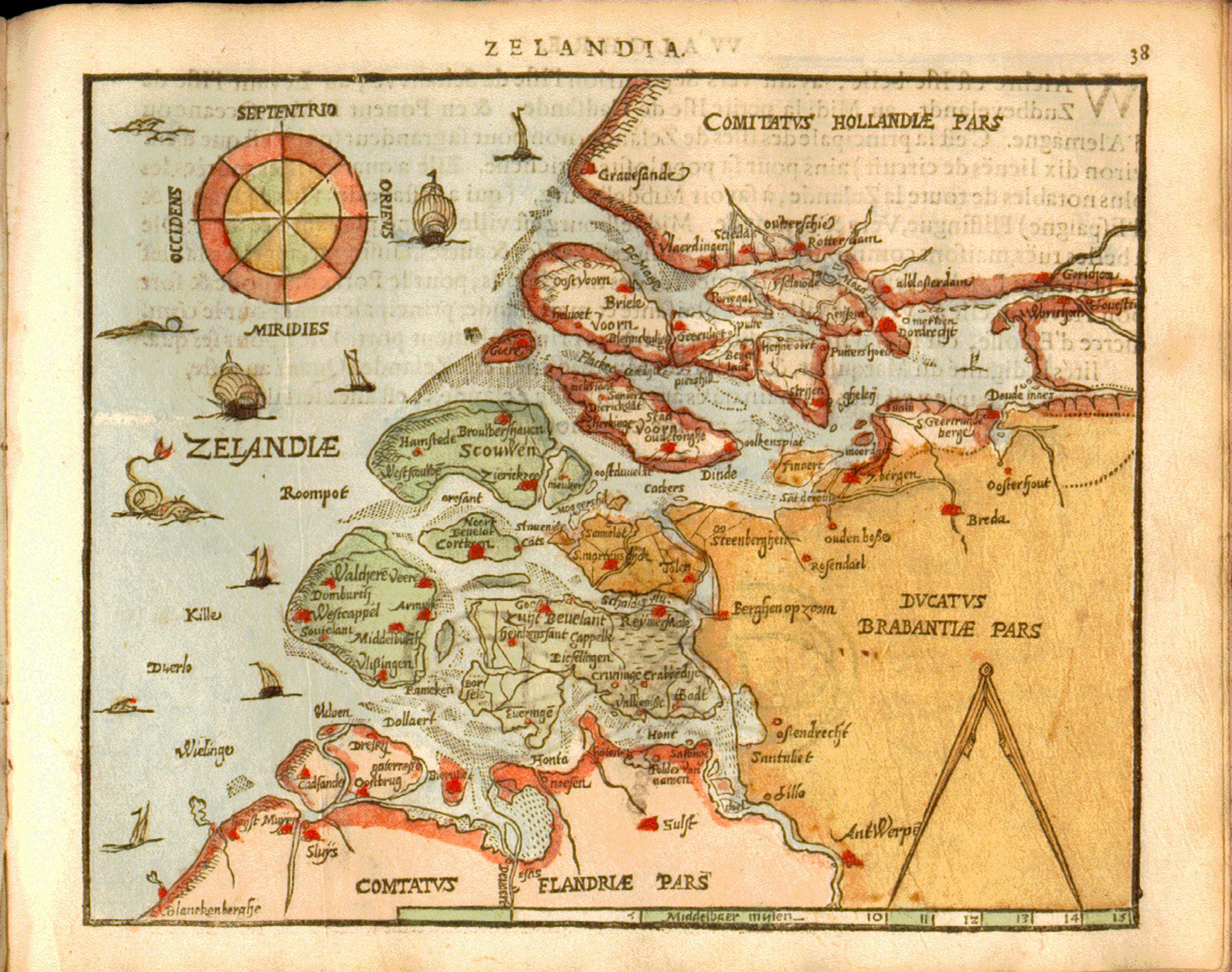
Карта Зеландии (зеленым цветом) в конце XVI века.

К 1566 году в Нидерландах, в то время принадлежавших испанской короне, произошла серия восстаний против испанских властей, вызванных в основном религиозными и экономическими противоречиями. В 1567 году столкновения между голландскими повстанцами и испанскими властями переросли в Восьмидесятилетнюю войну.
В апреле 1572 года гёзы заняли Брилле, создав себе первый плацдарм для дальнейших боевых действий. Другие города Зеландии вскоре присоединились к повстанцам, а к середине 1572 года только Арнемюйден и Мидделбург на острове Валхерен и Гус (или Тергус) на острове Зёйд-Бевеланд остались под контролем Испании. Однако и эти города оказались осаждены войсками Вильгельма Оранского, поддержанными английскими войсками, посланными Елизаветой I.
Йером Цераартс, губернатор Флиссингена, командовавший голландским войсками на острове Валхерен, попытался захватить Гус незадолго до этого, но гарнизон города под командованием Исидро Пачеко дал ему отпор. 26 августа 1572 года 7-тысячная объединённая армия (в том числе 1500 англичан под командованием Томаса Моргана и Хемфри Гилберта), поддержанная флотом из 40 судов, вернулась под стены города. Испанский гарнизон Гуса, значительно уступавший осаждающим в численности, не смог бы долго выдержать осаду без подкрепления.
Дон Фернандо Альварес де Толедо, герцог Альба и губернатор Нидерландов, приказал Санчо де Авила, губернатору Антверпена, отправить войска из Северного Брабанта на помощь Гусу по морю. Однако этому помешал флот гёзов под командованием Петерсона Ворста.

## Выручка Гуса

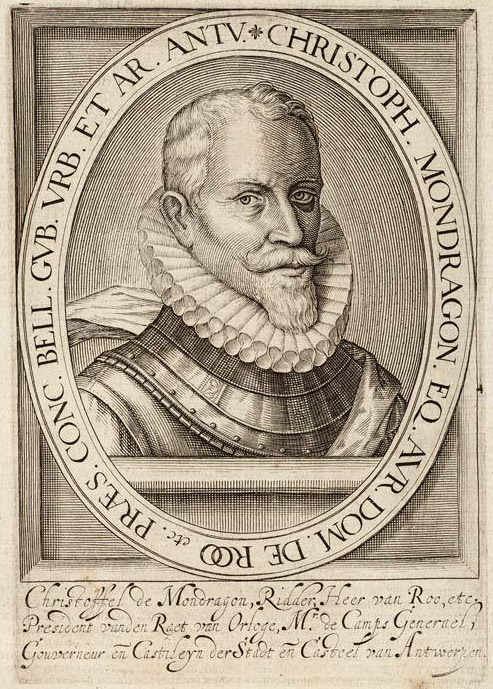
Дон Кристобаль де Мондрагон, 1599.

Река Шельда распадается на два притока, протекающих в разных направлениях, прежде чем влиться в Северное море: Восточную Шельду, текущую на север, и Западную Шельду, текущую на запад. Между этими двумя притоками расположены острова Валхерен и Зёйд-Бевеланд, на севере которого и находится Гус. Область между Брабантом и Зёйд-Бевеландом в то время была равнинной и постоянно затоплялась водами Шельды на глубину от 1 до 3 метров.
Капитан Пломерт — один из сотрудничавших с испанцами офицеров — в сопровождении двух местных жителей, хорошо знавших местность, изучал возможность пересечения Восточной Шельды испанскими солдатами в часы отлива. План Пломерта был представлен Санчо де Авиле и Кристобалю де Мондрагону, которые признали его реалистичным. Для его исполнения Мондрагон собрал армию из 3000 испанских, валлонских и немецких копейщиков близ Берген-оп-Зома.
Вечером 20 октября Мондрагон и его солдаты следом за Пломертом и его проводниками начали переходить реку вброд. Каждый из солдат нес мешок с порохом и обмундированием, который полагалось держать над головой или на кончике пики. В течение ночи они прошли 15 миль, которые отделяли их от противоположного берега по грудь в воде, борясь с илистым дном, волнами и течениями в устье реки.

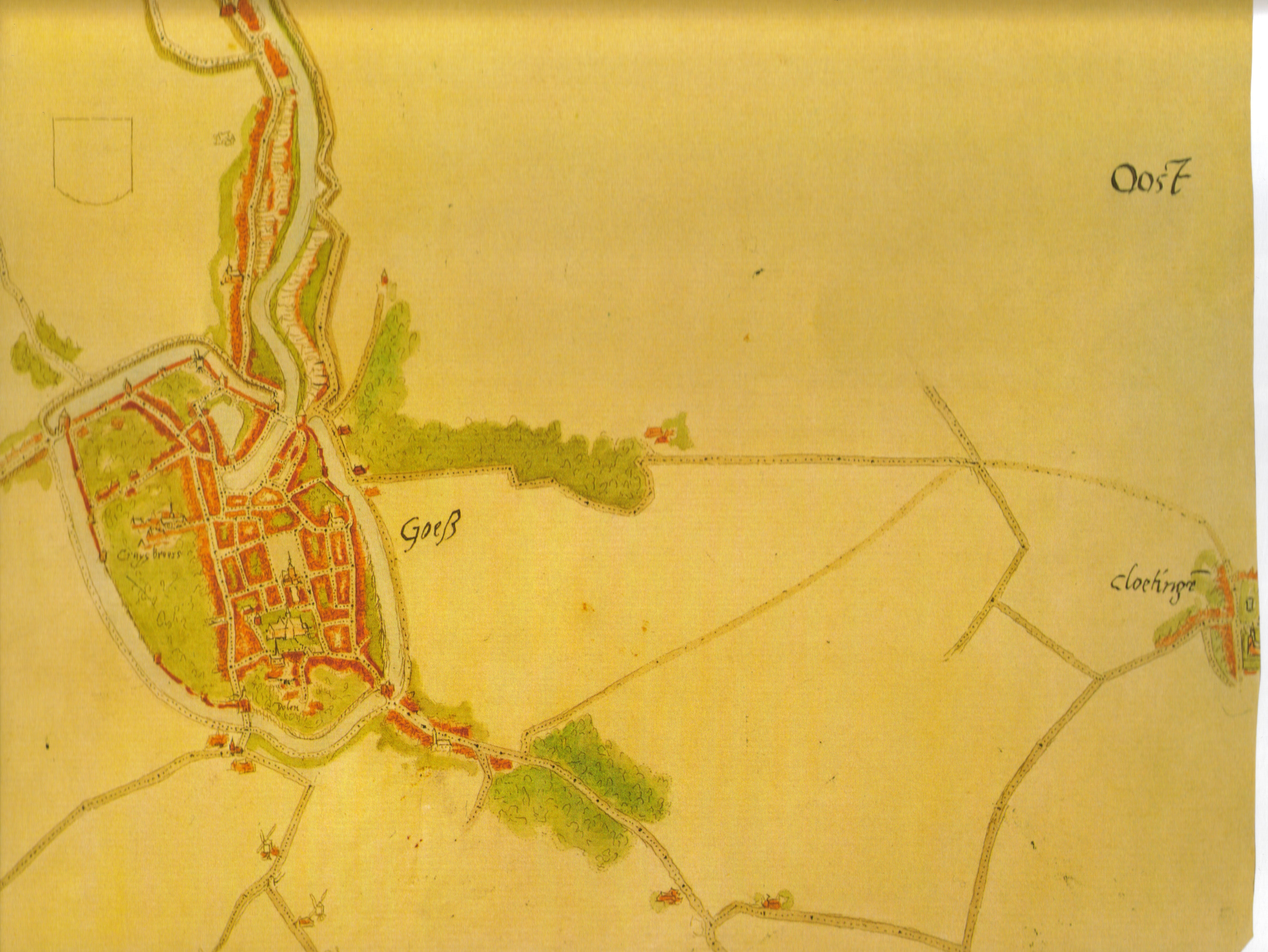
Карта Гуса и Клотинге в 1572 году.

Незадолго до рассвета испанцы достигли берега Зёйд-Бевеланда в районе Йерсеке, в 20 км от Гуса, потеряв только девять солдат утонувшими во время переправы. Затем они двинулись к Гусу. Англо-голландские войска, осаждавшие город, были застигнуты врасплох, сняли осаду и начал торопливое отступление к своим кораблям, преследуемые солдатами Мондрагона. Повстанцы потеряли более 800 человек.

## Последствия
Отвод англо-голландских войск от Гуса позволил испанцам на время облегчить положение осажденного Мидделбурга, столицы Зеландии, однако в феврале 1574 года он все-таки капитулировал.